# Villanova Solaro
Villanova Solaro är en ort och kommun i provinsen Cuneo i regionen Piemonte i Italien. Kommunen hade 740 invånare (2018).